# Colonia 3 de Mayo, Veracruz
Colonia 3 de Mayo är en ort i Mexiko.   Den ligger i kommunen Altotonga och delstaten Veracruz, i den sydöstra delen av landet, 200 km öster om huvudstaden Mexico City. Colonia 3 de Mayo ligger 2 489 meter över havet och antalet invånare är 181.
Terrängen runt Colonia 3 de Mayo är varierad. Colonia 3 de Mayo ligger uppe på en höjd. Runt Colonia 3 de Mayo är det ganska tätbefolkat, med 108 invånare per kvadratkilometer. Närmaste större samhälle är Atzalan, 11,0 km norr om Colonia 3 de Mayo. I omgivningarna runt Colonia 3 de Mayo växer i huvudsak blandskog.